# ホルヘ・フォサッティ
ホルヘ・ダニエル・フォサッティ・ルラッチ（Jorge Daniel Fossati Lurachi, 1952年11月22日 - ）は、ウルグアイ・モンテビデオ出身の元サッカー選手。元ウルグアイ代表。現役時代のポジションはゴールキーパー。サッカー指導者。

## 経歴

### 指導者時代
2011年11月、カタールのアル・サッドをAFCチャンピオンズリーグ2011優勝に導いた。
2015年7月4日、カタールのアル・ラーヤンSCの監督に就任した。

## タイトル

### 選手時代
CAペニャロール
- プリメーラ・ディビシオン:5回（1973、1974、1975、1978、1979）

オリンピア・アスンシオン
- プリメーラ・ディビシオン:1回（1983）

CAロサリオ・セントラル
- プリメーラ・ディビシオン:1回（1986-87）

アヴァイFC
- カンピオナート・カタリネンセ:1回（1988）

### 監督時代
CAペニャロール
- プリメーラ・ディビシオン:1回（1996）

LDUキト
- プリメーラ・カテゴリア・セリエA:1回（2003）
- レコパ・スダメリカーナ:1回（2009）
- コパ・スダメリカーナ:1回（2009）

アル・サッド
- カタール・スターズリーグ:1回（2006-07）
- クラウンプリンスカップ:2回（2006、2007）
- シェイク・ジャシムカップ:1回（2006-07）
- カタール首長杯:1回（2007）
- AFCチャンピオンズリーグ:1回（2011）

セロ・ポルテーニョ
- プリメーラ・ディビシオン:1回（2012）

アル・ラーヤンSC
- カタール・スターズリーグ:1回（2015-16）